# Превенція
Превенція (від пізньолат. praeventio — випереджаю, попереджаю; англ. prevention) — запобігання, попередження. Превенція є одним із напрямків у боротьбі з правопорушеннями.
Поняття «превенція» включає врегульовані нормами права випереджувальні дії, спрямовані на недопущення настання небажаних наслідків.
Превенція має переваги над попередженням, запобіганням та припиненням у тому, вона не обтяжений наслідками дій і не потребує інших заходів. Вона здійснюється на етапі формування наміру та мотивів протиправної діяльності і спрямована на свідомість людини (зміна поглядів, думок, мотивів, ціннісних орієнтири, настроїв, психологічних установок осіб).
Розрізняють такі види превенцій:
- загальна, спрямована на попередження вчинення порушень іншими особами. Вона на прикладі порушень стримує їх від здійснення такого роду діянь, не бажаючи настання наслідків.
- спеціальна превенція, спрямована на запобігання вчинення нових правопорушень тією ж особою.

Загальна превенція охоплює широке коло суб'єктів, схильних до протиправних діянь. Вона використовує психологічні засоби, наприклад, страх перед покаранням, створення атмосфери невідворотності покарання, тощо. Важливу роль для запобігання протиправних дій має інформованість суспільства про вчинені порушення і покарання за них.